# Antonino Interdonato
Antonino Interdonato, detto Tonino (19 giugno 1961), è un allenatore di pallacanestro italiano.
Ha allenato in Serie A1 femminile la Rescifina Messina per due stagioni, dopo tre da assistente allenatore.
In seguito, ha allenato nelle serie minori; nel 2012-2013 ha vinto il titolo regionale Under-14 con il Basket Barcellona, con cui disputa anche le giovanili d'Eccellenza nel 2013-2014.